# 福社宮
23°28′53″N 120°26′50″E / 23.481476°N 120.447089°E

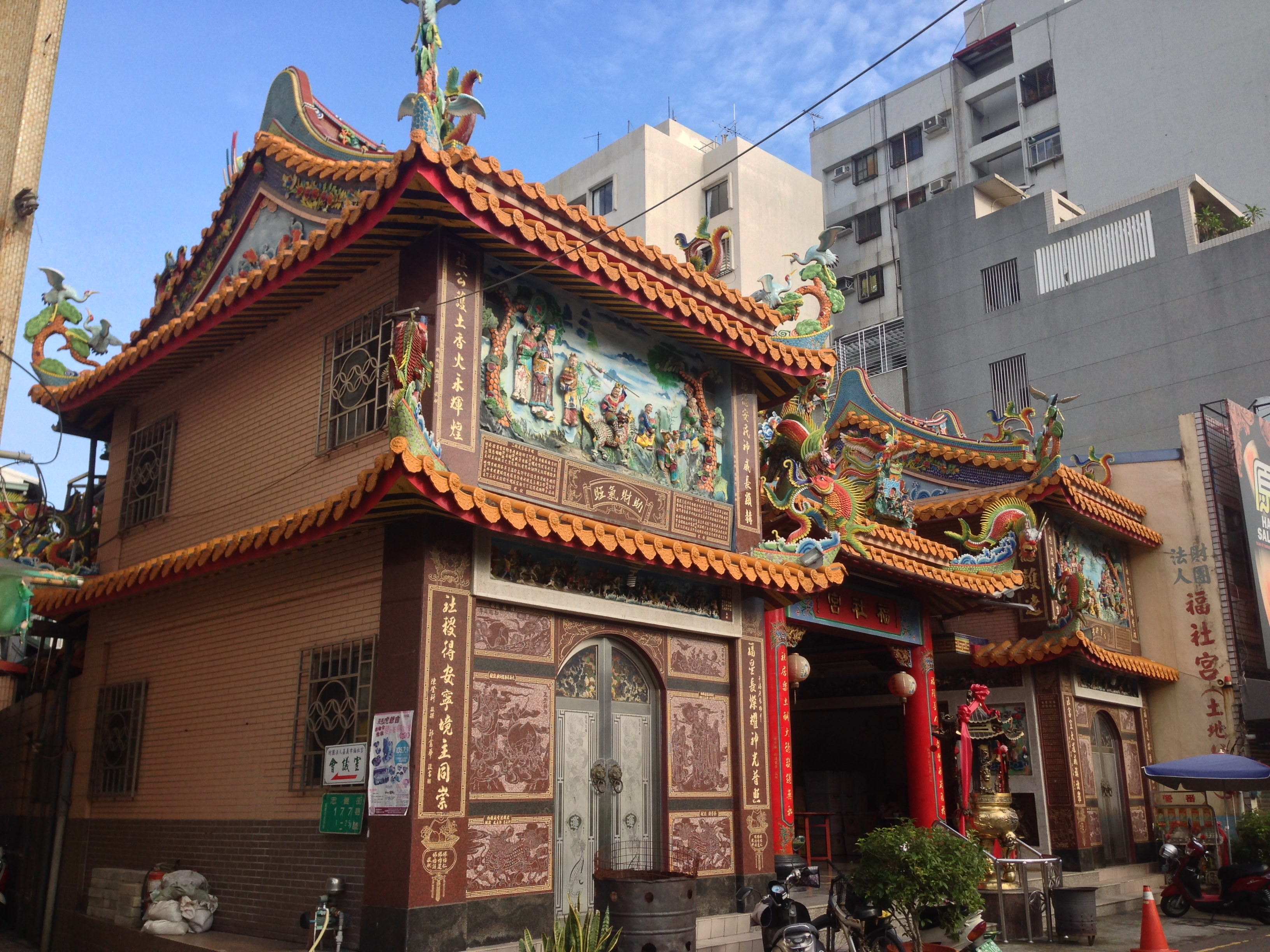
福社宮在忠義街179號。

福社宮，又稱番社土地公廟、舊稱開甲廟，主祀神明是福德正神，位於臺灣嘉義市西區番社里的土地廟，另有特別設置祭祀平埔族先民。

## 歷史

### 清治時期
開甲廟為朱鳴岐、黃元成、蔡光輝、吳阿朱、徐西庚、黃添等人發起建立。廟地在諸羅縣城外（今嘉義市中正公園旁），過去多為平埔族的洪雅族諸羅山社所居。昔日諸羅城四城門各設立一座土地公廟，東為東安宮，南為保南境福德正神廟，北為北安宮等四座，西就是此廟福社宮。
道光二十八年（1848年）立有碑記，紀錄建廟完成時間為道光二十四年十二月初二（1845年1月9日），與廟名原因，曰：「福德正神之錫祿也顯....我番社在嘉義附西偏北，廟貌闕焉，今則人民輻輳，戶口殷繁....爰是僉謀捐金諏吉，於道光二十四年十二月初二日午時，經功凡閱月而廟成，顏其額曰『開甲廟』，以其甲年甲日甲時立，且前此未有廟實甲於此也。」

### 日治時期
1930年，此廟附近挖出許多平埔族白骨，故因此可能加祀「昭和五年嘉義社社寮眾番祿位番社內」牌位。後在牌位前雕一神像，稱為「番王爺」。在此時代，開甲廟的名稱已很少人知道。日治末時，廢廟。

### 戰後時期
1950年，王金木等買回番社里的廟宇廟地，於1960年重建完成。當地人都稱「番社土地公廟」。在仁武里則出現了另一間開甲廟。
一名住在湖子內的嘉義人，在逢年過節都與父親去此廟祭拜，對自身奇異的腔調與為何遠地來此祭拜都不解，直到他在1995年參加劉還月的田野研習活動，才知道自己是洪雅族，以及此廟與自身族群的關連。2006年，嘉義市社區大學志航校區曾有學生想要訪查此廟與番王爺的相關歷史，在進行兩個小時訪談過程中，仍無法具體掌握。

## 祭祀

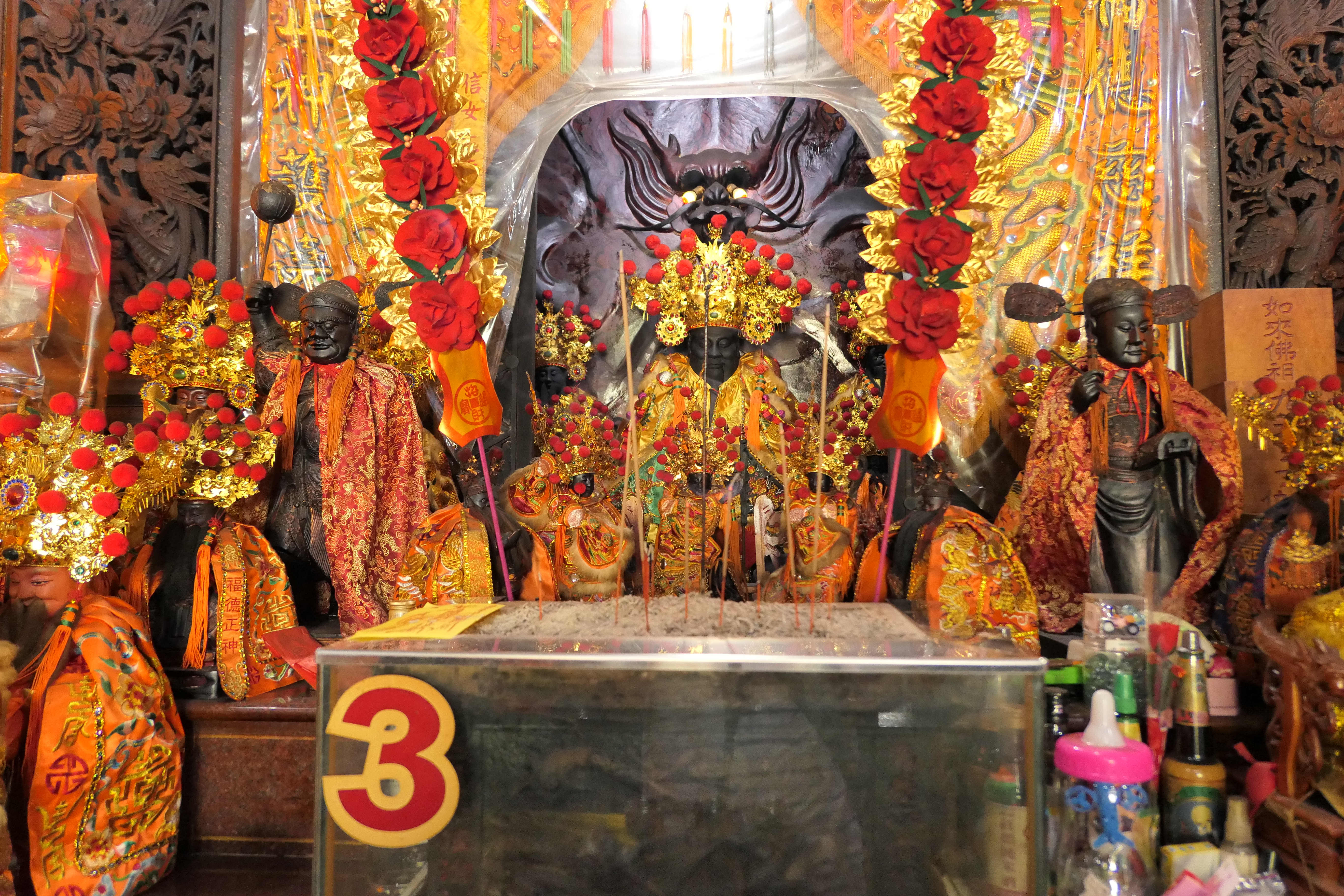
神像與古香爐

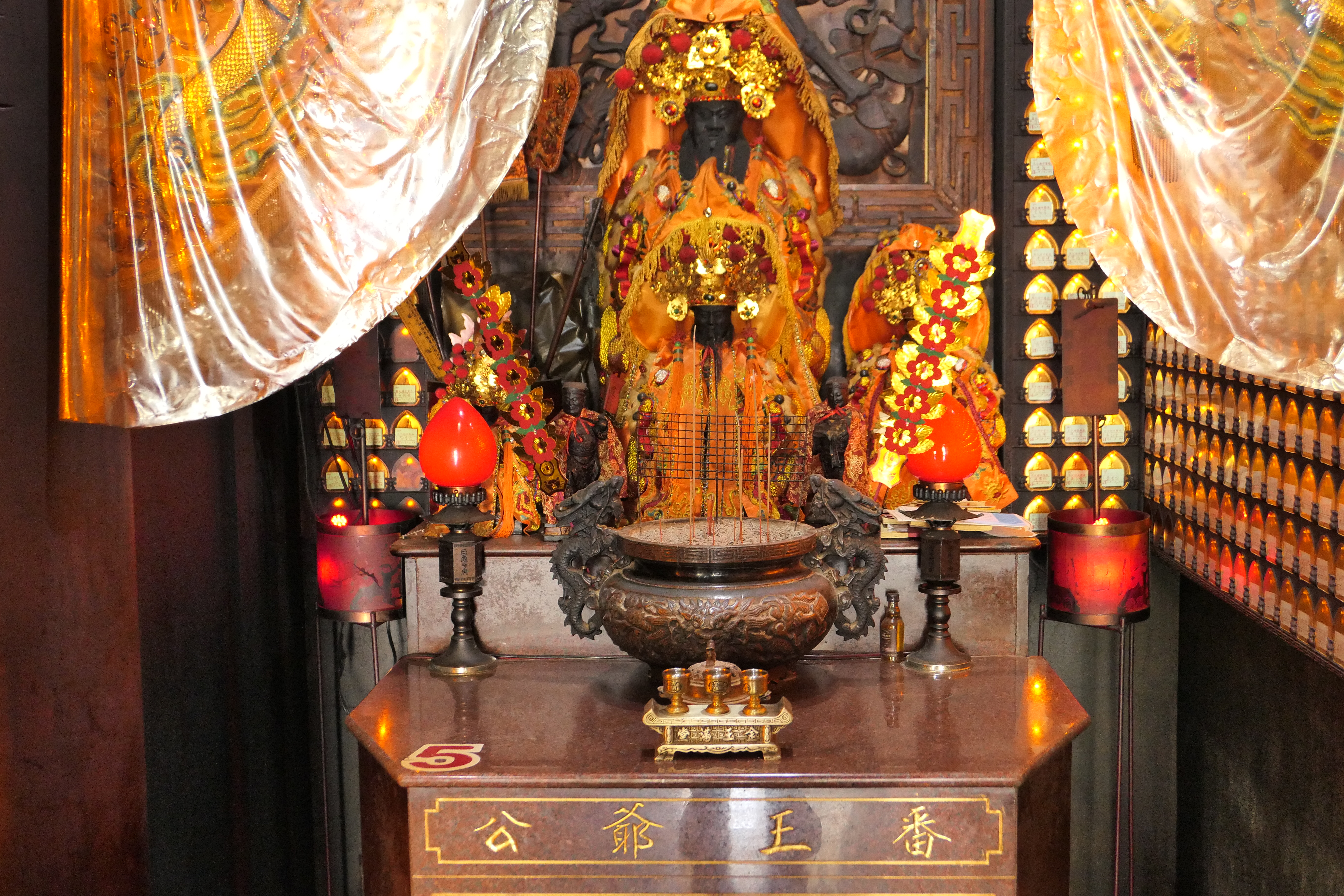
番王爺公

主祀神明：土地公，陪祀神明：番王爺、註生娘娘、虎爺公。民雄鄉、中埔鄉後庄、竹崎鄉番仔潭等地人會來此，用祭品類似平埔族的米買的米糕、油飯、或粽子祭祀農曆二月廿九日誕辰的番王爺。再加上原地為洪雅族居住地，因此該廟被認為前身可能是洪雅族諸羅山社信仰之地。
一說番王爺並非原住民祭拜的神祇，而是漢族感念平埔族人的開墾辛勞特別設置。

## 外部連結
- 財團法人嘉義市福社宮的Facebook專頁